# Novomichúrinsk
Novomichúrinsk (del ruso: Новомичуринск) es una ciudad del óblast de Riazán, en Rusia, en el raión de Pronsk. Está situada a orillas del río Pronia, a 64 km (77 km por carretera) al sur de Riazán, la capital del óblast. Su población era de 19.769 habitantes en 2009.

## Historia
Novomichúrinsk fue fundada en el año 1968 y recibió el estatus de ciudad en 1981. Debe su nombre al agrónomo Iván Michurin (1855-1935 nacido cerca de la ciudad.

## Demografía
| 1979   | 1989   | 2002   | 2007   |
| ------ | ------ | ------ | ------ |
| 15 800 | 19 600 | 20 743 | 20 100 |

## Economía
La economía de Novomichúrinsk se basa en la transformación de los productos agrícolas y la producción de materiales de construcción, sobre todo de elementos prefabricados para los edificios. La central hidroeléctrica de Riazán (ОАО "Рязанская ГРЭС") se encuentra en Novomichúrinsk.